# Toré

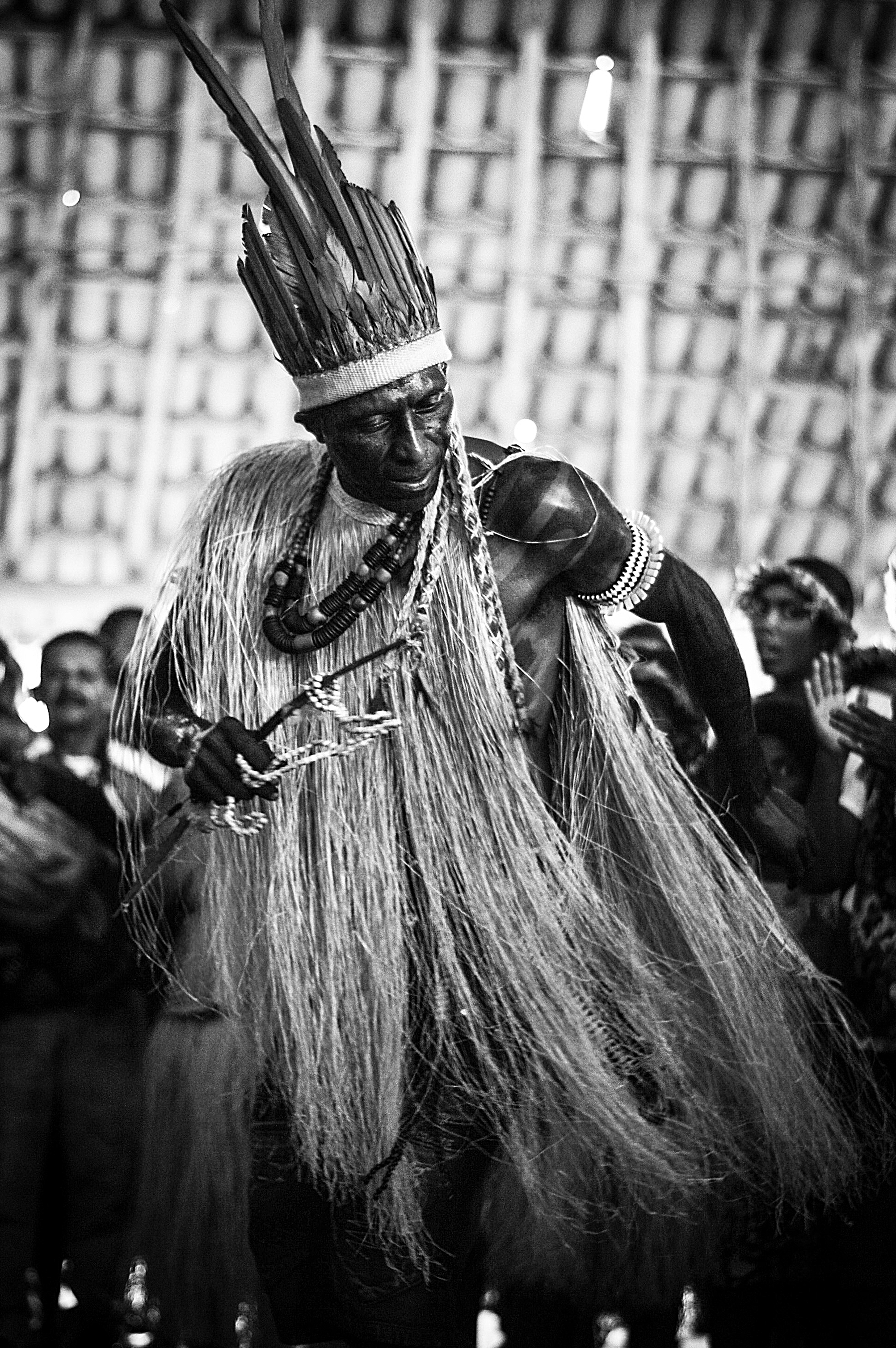
Pajé Xakriabá durante ritual de Toré

Toré é uma religião ameríndia, na qual as pessoas buscam remédios para as suas doenças, procuram conselhos com os caboclos que baixam. Já o mestre defuma, receita e aconselha. Certamente é o mesmo Catimbó dos arredores das capitais e grandes cidades nordestinas, onde os destituídos da fortuna procuram como oráculo para minorar os penares e desditas.

## História
De acordo com Alceu Maynard Araújo, em O Folclore Nacional, volume III, Toré seria o mesmo que Catimbó, Pajelança, Babaçuê ou a Encantaria do Piauí. No vasto Brasil as denominações de uma dança, de uma cerimônia variam de região para região. Em Alagoas, na foz do Rio São Francisco, em Piaçabuçu, Toré é o mesmo Catimbó onde além das funções medicinais fitoterapêuticas são encontrados os elementos fundamentais deste, herdadas do índio: a jurema e a defumação curativa.
No Toré, faz-se a procura do nome da moléstia e adivinhação mágica. Além da defumação usam ervas e dentre elas se destaca a jurema em cujos poderes mágicos os sertanejos acreditam piamente. É, portanto, medicina mágica cujo oficial e executor é o presidente do Toré, também chamado "mestre".
No Toré de Piaçabuçu, os "caboclos" para "baixarem na terrêra", precisam ser chamados na "piana" por meio de um canto, "linho" ou linha e batidas do maracá. O mestre, dirigente do Toré, não usa indumentária especial a não ser um cocá de penas, chamado por ele de "capacete de índio". Os membros do Toré se reúnem às quartas-feiras e sábados, logo após o sol se pôr. É a reunião, a "chamada". Após a reunião em que várias pessoas tomam parte, há uma outra, que é o "trabalho da ciência", assistido por cinco ou seis membros mais importantes, ou melhor, mais adiantados no "trabalho". A este "serviço de mesa" aos não iniciados não é permitido participar, a não ser o que "tem sangue de índio, sangue reá". Há uma outra reunião, às vezes anual, que é a do "banquete dos maracá", "onde só os antigo pode cumê", reservada exclusivamente para os provados frequentadores "filho dos filhos de aldeias". Estas práticas e outros traços culturais deixados pelos índios, como a fitoterapia, podem ser constatados na região do baixo São Francisco.
Uma das características do atual Toré que se relaciona bem de perto com as crenças indígenas é o processo de manifestação dos caboclos no terreiro. São espíritos de vivos que se encontram em aldeias distantes. "Quando são chamados, lá na aldeia onde moram (os vivos) caem em sonolência para poder comparecer onde foram chamados". No Toré não há a invocação de "espírito branco", isto é, espírito de pessoas que morreram. Nisto diferem do Espiritismo, onde invocam o espírito de pessoas que desencarnaram. No Toré, no entanto, descem somente os caboclos e alguns juremados. Juremado é o que está nos ares, quando ainda vivo bebeu jurema ou ao morrer está sob uma juremeira. É um espírito em processo de "caboclização" (santificação), mas não é perigoso como o espírito branco. O juremado pode frequentar aldeias e descer nos torés. Nos torés trabalham somente aqueles que têm sangue de índio. Branco ou negro nele não entram. Os juremados são os que têm sangue índio e tomaram jurema estarão ao pé da juremeira, uma espécie de purgatório católico romano, onde com o auxílio e trabalho dos demais membros do toré poderá tornar-se um espírito benéfico, isto é, um caboclo. Seria uma mistura de crença católica romana, existência de purgatório e espírita, isto é, o desenvolvimento do espírito através da reencarnações, processo da juremação.
O caboclo é chamado no toré através de seu "linho", de seu canto, porém, quando desce um juremado, embora não seja chamado não é repelido porque para ele será feito um trabalho que o aperfeiçoará. O aperfeiçoamento do juremado começa pelo fato de ele ser ir compondo um "linho". O momento que seu "linho" fique conhecido, basta um dos presentes lembrar um pedaço da melodia para que ele se manifeste no terreiro. O juremado tem que ter sangue índio. Branco ou negro que tenha tomado jurema não ficará juremado. "Os mestiços deles com indígenas sim, porque terá um pouco de sangue de índio". Negro e branco quando morrem são espíritos brancos aos quais recusam receber no toré. Para que estes não se aproximem, nas "pianas" colocam flechas, assim o espírito branco não pode chegar. A jurema, árvore sagrada, só será benéfica aos que possuem sangue de índio. Anualmente, um dos membros do Toré, de sangue índio poderá participar da reunião, matecai, na aldeia de Ouricuri, lá pelas bandas de Porto Real do Colégio, como não há mais aldeias de índios nos arredores do Piaçabuçu para lá se dirigia um antigo membro do Toré, hoje falecido.
Outro traço indígena encontrado é a presença de caboclos ou encantados que tem que apresentar a sua coroa, isto é, um feixe de cabelo no alto da cabeça, cabelo duro, estirado de índio. "A pessoa canta quando o encantado baixa nele". "Todos encantado têm que motrá sua coroa". Adianta o informante Durval Farias: "não se pode trabalhá cum nada no bolso e nem nada nos pé, porque quando os caboclinho desce que é sé como era vivo, cum os pé descalço, e nóis arregaça as calça para ela não sujá porque os caboclinho também não querê roupa, tano livre, fica enramado".
O dirigente do Toré é o presidente. Há sempre um ajudante, um acólito. Ao presidente "compete assistir a reunião. Enquanto os outros ficam manifestados, ele fica de lado para evitar atrapalhações, é para evitar os cantadores de linha, isto é, os que cantam e não sabem dar definição do que cantaram. A direção está realmente em suas mãos. Ele é o dirigente.
O presidente, o acólito e demais membros do Toré, de sexo masculino, afirmam não ter contato sexual com mulher nos dias anteriores às reuniões e trabalhos no terreiro. Isto deve ser observado, afirma Artur Francisco da Cruz, para "poder pegar o encanto". Também nesse dia não se pode bebê bebida alcoólica, e é preciso tomar banho. É a ablução, portanto influência moura. Índio também gosta de banho. Facilitou o sincretismo.
No Toré não há indumentária especial. Há apenas o "capacete de índio" que é um cocar que o presidente usa durante os "trabalhos", além disso, coloca a tiracolo um enfeite de penas, tira os sapatos ou "bostocos" (tamancos), dobra as barras da calça até à altura dos joelhos. Os demais colocam um rosário, são os cintos dos meninos, usam dar uma volta só, "apoiado", isto é, a tiracolo. O rosário de duas voltas é nagô de Candomblé, por isso cuidam dar uma "volta só pra os caboclinho". Os que recebem o encantado, colocam antes o rosário apoiado (a tiracolo), defesa para não receber espírito branco que às vezes pode querer se manifestar, zombando mesmo das flechas que estão sobre a piana. Estes podem entrar pelas "esquerdas", daí não permitir sua entrada.
Antes das perseguições dos "perna preta" (soldados da polícia) o Toré era realizado no terreiro, ao ar livre, num espaço entre a porta da casa e um cruzeiro. Atualmente, a reunião se faz no interior da casa. Num canto da sala há uma mesa coberta por um dossel onde predomina a cor vermelha e há enfeites de papel de seda. Este conjunto, mesa e sobrecéu, é chamado "piana". Sobre a mesa há uma tábua onde estão riscados o signo de Salomão (aqui é um estrela de sete pontas) e uma cruz. Uma "campa de campos verdes", isto é, uma sineta, um cachimbo, "gaita", para defumação, um maracá, três velas cada qual pertencendo a um guia: Cruz Roxa, Serra Grande e Zé de Lacerda, uma vela de juremado que queima e não deixa cair pingo. Há um copo d'água que é a vitrina, charutos, azeite de dendê, mel de abelha, duas estatuetas de barro de índios com flechas, jurema, latinhas contendo pó de jurema, fumo, incenso, benjoim e alecrim queimados no "gaita" (cachimbo) para a defumação. Pregado no dossel há santos "em registro" (gravura) de São Jerônimo, Santa Bárbara, Santo Onofre, São Cosme e Damião, Senhor do Bonfim, São Jorge, Santa Teresa, Santo António de Lisboa (que é do imperador e depende da pedra), Padre Cícero, um retrato de Allan Kardec e um quando onde se vê a artista de cinema Maureen O'Hara, num filme no deserto, dizendo o informante que ela é de outra "aldeia", e um crucifixo. Sob a piana há uma vela acesa, é "a vela que dá firmeza aos trabalhos".

## O trabalho
Para ter início o "trabalho", nome que dão à reunião, o presidente aproxima-se da mesa, sobre a vitrina (copo d'água) coloca sete pingos de vela "que é o traço que representa a cruz do Cristo. Outra vezes, coloca coloca pingos na vitrina para formar a coroa de São Jorge. No Toré há o pedido do auxílio de Jesus e dos Santos, ao passo que no Candomblé não. No Toré, ouvem-se muitas frases correntias no culto católico romano, no Candomblé não.
O presidente observa na vela que é para o Ogum de Ronda, e o semblante da vela é que dá o sinal do que vem para enramar se é contra ou a favor. Isto é preciso porque de vez em quando aparece um espírito branco, com o qual precisam ter cuidado. Atira um pouco d'água de uma quartinha sobre a piana, reza um Padre-Nosso, uma Ave-Maria, uma Salve Rainha em intenção dos bons trabalhos, persigna-se e começa a cantar:
- "Em campos verdes (bis)
- ó meu Jesus (bis)
- Em campos verdes (bis)
- ó meu Jesus (bis)
- Madalena baixada
- aos pé da cruz,
- rezando este bendito
- implora a Jesus."

Enquanto cantam, dançam com o corpo curvado, ficando o tronco quase horizontal ao solo. Cantando fazem o sinal-da-cruz, benzendo-se:
- "Abre-te mesa, em campos verde,
- Cruzêro, cruzêro divino,
- Com as forças de Santa Barba
- e os de sino meu pai Sinhô,
- Jesuis Sinhô, Pai Criadô
- em tronco de Jurema
- sinhores mestre confessô
- abrindo os tronco da Jurema".

Balançam os maracás na altura da cabeça. No Toré não há a presença de membranofônios como acontece no Candomblé. Ali está presente o indiofônio herdado dos índios, maracá (mbaracá dos guaranis) que acompanha alguns dos cantos. Quando algum caboclo está relutando em baixar, o maracá é tocado com mais intensidade e mais próximo do ouvido da pessoa que irá receber o "encantado". Ele mesmo balança o maracá, tirando som e dando ritmo. A parte agógica inicia do moderatto quase alegretto até alcançar o vivace. Na dinâmica começa num pianíssimo crescendo até o forte. E o canto continua com outra melodia:
- "Santo António de Lisboa
- que morô no imperadô
- que no dia vinte e nove
- mucho coró me custô
- abre campana das campinas azu
- os caboclo de Jurema
- vem guiado por Jesuis."

Cantam com a sineta na mão. Entre um canto e outro, o acólito faz soar a sineta como se faz na hora da consagração da missa católica romana. O som das sinetas, sinos e campanas, desde a Idade Média, acreditam ter o poder de afastar o demônio. Por isso permanecem nos cerimoniais religiosos.
- "Malunguinho, ó Malunguinho
- caboco índio reá
- com as forçade sinhá luxa
- e o nosso Pai Celestiá,
- abre as as porta qu'eu te mando
- sete pedra imperiá,
- com a força de Salomão
- nosso pai celestiá."

Malunguinho é o dono da chave, o que abre os caminhos, sua presença é necessária. Com este caboclo presente para abrir as portas da jurema, para abrir os caminhos e portas da direita (lado bom) e fechar o da esquerda, por onde podem penetrar os maus, se dá, no Toré o sincretismo com as forças católicas representadas em Santa Bárbara ao abrir a mesa e Malunguinho, uma espécie de ligação entre os espíritos e os que ali estão presentes, é a ponte sobrenatural, mágica. Será Malunguinho uma espécie de acólito ou de sacristão que auxilia no cerimonial? Ele é o "caboclo índio reá", isto é, índio verdadeiro.
Ao terminar este canto, o contramestre do Toré, que está com a palma da mão direita na água que foi espargida da moringa sobre a mesa, acaba caindo em transe. O presidente diz que seu auxiliar ficou "enramado" e o caboclo que baixou é Pedra Roxa. O "encantado" diz: "meu dengo, meu coró". O presidente propicia jurema ao caboclo que baixou bebendo-a com indizível prazer. A seguir pede o "meu gaita", isto é, o cachimbo. Vai ter início a defumação.

## A defumação medicinal
No fornilho do cachimbo são colocados pedaços de folha de jurema, tabaco, alecrim, incenso. Aceso o cachimbo, é colocado ao contrário na boca do contramestre. Na boca coloca o fornilho, assopra, fazendo a fumaça sair pelo canudo (cânula) do "gaita". A defumação é feita primeiramente da cabeça, desta para os pés, depois braço direito, a seguir esquerdo, parando mais tempo na esquerda, por onde podem entrar os maus. Vira depois o defumado e faz as defumações pela frente da cabeça aos pés. Em algumas pessoas, o presidente, depois de defumado pelo auxiliar, pega nas mãos e dá três puxões para baixo. A defumação é um processo de cura e também para livrar de maus-olhados, função preventiva e curativa.
Ao defumar uma pessoa não lhe é permitido ter os pés calçados e deve também desmanchar os cabelos. Desceu um caboclo, e ao defumar o pesquisador disse: "Os bostocos". Imediatamente o presidente esclareceu que era para ficar descalço, pisando no chão: - "O chão é sagrado, só se pisa nele com os pés descalços", disse mestre Artur. Tal ordem é idêntica à: "Solve calceamentum de pedibus tuis lucus enim, in quo stas, terra Sancta est."
Cantou-se o "linho" de Pedra Roxa e o caboclo se retirou, ficando o aparelho que o recebeu com os braços para cima. Assim é preciso disse o presidente, para que ele siga o caminho dos ares para chegar em sua aldeia.
O "linho" cantado:
- "Vamo apanhá
- a cinza Roxa
- interêco,
- corta pau, machadim,
- tira o mé,
- esta é a abelha uçu
- esta não é."